# 三木一眞
三木 一眞（みき かずま、2005年10月12日 - ）は、日本の男性声優。東京都出身。81プロデュース所属。

## 来歴
小さい頃からアニメ、漫画、ゲーム、特撮が好きで、その影響もあり職業としての声優を目指したという。
2024年4月1日から81プロデュースに所属。

## 人物
父は声優の三木眞一郎。
言語は英語。
趣味はアニメ鑑賞、ゲーム。特技はスキー。

## 出演

### テレビアニメ
2024年
- BEYBLADE X（2024年 - 2025年、門下生、黒服）

2025年
- ポケットモンスター（スネーク）
- ヴィジランテ-僕のヒーローアカデミア ILLEGALS-（オペレーター）
- ぷにるはかわいいスライム（配達員）
- ニャイト・オブ・ザ・リビングキャット（男性）

### 劇場アニメ
- i☆Ris the Movie - Full Energy!! -（2024年、スタッフ、ガヤ）

### Webアニメ
- トミカヒーローズ ジョブレイバー 特装合体ロボ（2022年、狂暴ジョブロイド）
- Duel Masters LOST 〜月下の死神〜（2024年、客2）

### ゲーム
- スカイフォートレス-オデッセイ（2023年、嵐明）
- ディズニー ツイステッドワンダーランド（2024年、ゴールデン・トライデント選手 他）

### 吹き替え

#### アニメ
- この恋で鼻血を止めて（2025年、プログラマー、天才音楽家、SP、ヒーロー雷系）

### 初出話一覧
1. 1 2  第67話初出
2. ↑  第56話初出
3. ↑  第96話初出
4. ↑  第8話初出
5. ↑  第13話初出
6. ↑  第1話初出